# El gato y yo
«El gato y yo» ("Wild Cat" en su versión en inglés) es una canción interpretada por la cantante argentinomexicana Amanda Miguel de su cuarto album de estudio de 1984 titulado El sonido Vol. 3. Fue escrita y producida por ella misma junto con Anahí y Diego Verdaguer y fue lanzada a finales del año 1984 con otro exito de este album, (Las pequeñas cosas).

## Antecedentes y significado
En resumen,  es una canción que celebra el amor, la seducción y la pasión, utilizando la imagen del gato como metáfora de un hombre misterioso y deseable con quien la cantante vive encuentros secretos y llenos de intensidad.  
La letra es una metáfora juguetona y sensual que utiliza la imagen de un gato para hablar sobre la seducción y el amor.

## Lista de canciones

### CD - Single[4]
| El Gato y Yo — Single |                |          |  |
| N.º                   | Título         | Duración |  |
| 1.                    | «El gato y yo» | 3:43     |  |
| 2.                    | «A donde va»   | 3:17     |  |

## Posicionamiento en listas
| Lista (1984)               | Mejor posicion |
| -------------------------- | -------------- |
| México (Notitas Musicales) | 8              |